# Formanská hospoda (Benice)
Formanská hospoda v Benicích je zaniklý zájezdní hostinec v Praze 10, který stál mezi ulicemi Květnového postání, K Lipanům a U Císařské cesty. Návrh o prohlášení za nemovitou kulturní památku České republiky z roku 2007 nebyl přijat.

## Historie
Nejstarší písemná zmínka o bývalé formanské hospodě při císařské cestě pochází z roku 1739. Přízemní stavba hostince měla obdélný půdorys a sedlovou střechu s polovalbami, rozdělenou na tři části. Patřila k němu stodola a hospodářská stavba pocházející z období kolem roku 1900.
Nejstarší západní část domu byla podsklepena a měla barokní valenou klenbu, prostřední část byla zaklenuta zrcadlovými klenbami pocházejícími kolem roku 1900 a v jižní části se nacházel sál s vysokou trojboce zakončenou klenbou, prostupující do konstrukce krovu.
Stavebními úpravami z 20. století areál utrpěl (zazděná okna, změněná vnitřní dispozice). 24. 8. 2005 rozhodla Městská část Praha 22 o zboření všech tří budov. Po tomto rozhodnutí proběhla demolice stodoly a hospodářské stavby a na budovu formanské hospody byla podána žádost o prohlášení za kulturní památku. Po zamítnutí roku 2007 proběhla demolice i této stavby a na jejím místě postaveny řadové rodinné domy.